# Aleksander Kowalewski (generał)
Aleksander Kowalewski (ur. 23 sierpnia 1879 w Krasnymstawie, zm. w kwietniu 1940 w Charkowie) – generał brygady Wojska Polskiego, kawaler Orderu Virtuti Militari, ofiara zbrodni katyńskiej.

## Życiorys
Syn Wiktora i Zygmunty z Chylińskich urodzony 23 sierpnia 1879 w Krasnymstawie. W 1897 ukończył Szkołę Junkrów(Rada Ochrony Pamięci Walk i Męczeństwa podała, iż ukończył Korpus Kadetów w Niżnym Nowogrodzie), a trzy lata później Konstantynowską Szkołę Artylerii w Petersburgu.
Od 1900 zawodowy oficer armii carskiej. Do 1908 na stanowiskach dowódczych w artylerii, potem w szkole podoficerskiej i od 1909 inspektor poboru koni oraz komendant szkoły kucia koni w Warszawie. Od 1914 ponownie na stanowiskach dowódczych w 3 Brygadzie Artylerii Gwardii na froncie w walce z Niemcami (intendent baterii, dowódca parku artyleryjskiego, dowódca baterii). W 1916 dowódca dywizjonu na froncie – podpułkownik. W 1917, po rewolucji lutowej, wstąpił do I Korpusu Polskiego w Rosji, a następnie przeniesiony został do III Korpusu Polskiego w Rosji. W 1918 w Inspektoracie Polskich Sił Zbrojnych na Ukrainie przy gen. Michaelisie jako pułkownik. Po rozwiązaniu Korpusu przedarł się do Polski.
W grudniu 1918 rozpoczął służbę w Wojsku Polskim. 15 lutego 1919 objął dowództwo 6 pułku artylerii polowej (w maju tego roku przemianowany na 7 pułk artylerii polowej). 6 października 1919 został mianowany szefem Biura Rady Wojennej. W 1920 podczas wojny z bolszewikami zajmował się na froncie sprawami uzbrojenia. Później szef biura w Komendzie Uzupełnień i członek komisji weryfikacji artylerzystów z armii carskiej.
3 maja 1922 roku został zweryfikowany w stopniu pułkownika ze starszeństwem z dniem 1 czerwca 1919 roku i 8. lokatą w korpusie oficerów artylerii. W latach 1922–1924 był szefem Szefostwa Artylerii i Służby Uzbrojenia Dowództwa Okręgu Korpusu Nr IV w Łodzi. W międzyczasie (od 15 listopada 1923 roku do 15 sierpnia 1924 roku był słuchaczem I Kursu Centrum Wyższych Studiów Wojskowych). 1 grudnia 1924 Prezydent RP Stanisław Wojciechowski na wniosek Ministra Spraw Wojskowych, generała dywizji Władysława Sikorskiego, awansował go na stopień generała brygady ze starszeństwem z dniem 15 sierpnia 1924 i 12. lokatą w korpusie generałów. 3 lutego 1925 został mianowany dowódcą 11 Dywizji Piechoty w Stanisławowie. Od 21 stycznia do 10 kwietnia 1925 był odkomenderowany do generalnego inspektora artylerii, w charakterze komendanta kursu dla wyższych dowódców artylerii. 7 marca 1927 został zwolniony ze stanowiska dowódcy dywizji i mianowany szefem 10 Okręgowego Szefostwa Artylerii w Przemyślu. Z dniem 31 października 1928 przeniesiony został w stan spoczynku. Mieszkał w Warszawie przy ul. Chłodnej 33 m. 14.

We wrześniu 1939 powołany do służby wojskowej i wyznaczony na dowódcę zgrupowania w Brzeżanach. Z gen. L. Billewiczem organizował kombinowaną Grupę Operacyjną na Podolu. Na wieść o napaści sił sowieckich na Polskę zarządził wycofanie się w kierunku południowo-zachodnim. 19 września przyjął walkę z oddziałami sowieckimi pod Żurawnem koło Stryja. Po powzięciu wiadomości o dyrektywie ogólnej marszałka Rydza-Śmigłego skapitulował. Dostał się do niewoli radzieckiej. Był przetrzymywany w obozie starobielskim. W 1940 wraz z jeńcami osadzonymi w Starobielsku został przewieziony do Charkowa i rozstrzelany przez funkcjonariuszy Obwodowego Zarządu NKWD w Charkowie oraz pracowników NKWD przybyłych z Moskwy na mocy decyzji Biura Politycznego KC WKP(b) z 5 marca 1940 (część zbrodni katyńskiej). Figuruje w wykazie poz. 1388. Został pogrzebany w Piatichatkach, gdzie od 17 czerwca 2000 mieści się oficjalnie Cmentarz Ofiar Totalitaryzmu w Charkowie.
Postanowieniem nr 112-48-07 Prezydenta RP Lecha Kaczyńskiego z 5 października 2007 roku został awansowany pośmiertnie na stopień generała dywizji. W dniach 9–10 listopada 2007 w Warszawie były odczytywane nazwiska ofiar zbrodni katyńskiej, awansowanych na wyższe stopnie wojskowe i służbowe, w trakcie uroczystości „Katyń Pamiętamy – Uczcijmy Pamięć Bohaterów”.

## Ordery i odznaczenia
- Krzyż Srebrny Orderu Wojskowego Virtuti Militari nr 6686 – 10 maja 1922[31][32]
- Order Odrodzenia Polski[26]
- Krzyż Walecznych – 8 października 1921[33][34]
- Medal Pamiątkowy za Wojnę 1918–1921[34]
- Medal Dziesięciolecia Odzyskanej Niepodległości[34]
- Medal Zwycięstwa („Médaille Interalliée”) – 1925[35]

20 grudnia 1931 na 62. posiedzeniu Komitetu Krzyża i Medalu Niepodległości odrzucono wniosek o nadanie generałowi tego odznaczenia z uwagi na „brak pracy niepodległościowej”.